# Île des Œufs
Ne doit pas être confondu avec Île de l'Œuf ou Île aux Œufs.
L'île des Œufs (ou île aux Œufs ; An Uinenn en breton) est une petite île du golfe du Morbihan rattachée administrativement à la commune de Sarzeau.

## Géographie
Ilur est séparée de l'île d'Arz par le chenal assez profond de la rivière de Noyalo ; par contre seule une zone vaseuse, un schorre, découvrant à marée basse et contenant des parcs à huîtres, la sépare, ainsi que les îles Iluric, Godec et des Œufs, de la rive nord de la presqu'île de Rhuys. Il est probable qu'avant le VIe siècle ces îles étaient rattachées au continent, étant reliées à l'actuelle presqu'île de Rhuys par une plaine, ce qui explique la création au haut Moyen Âge de la paroisse d'Ilur dont l'île d'Arz dépendait alors. Cette plaine fut envahie par la mer lors d'une transgression marine entre le VIe siècle et le XIe siècle, ce qui créa les îles précitées (seule l'île d'Arz existant antérieurement à cette transgression).

## Protection

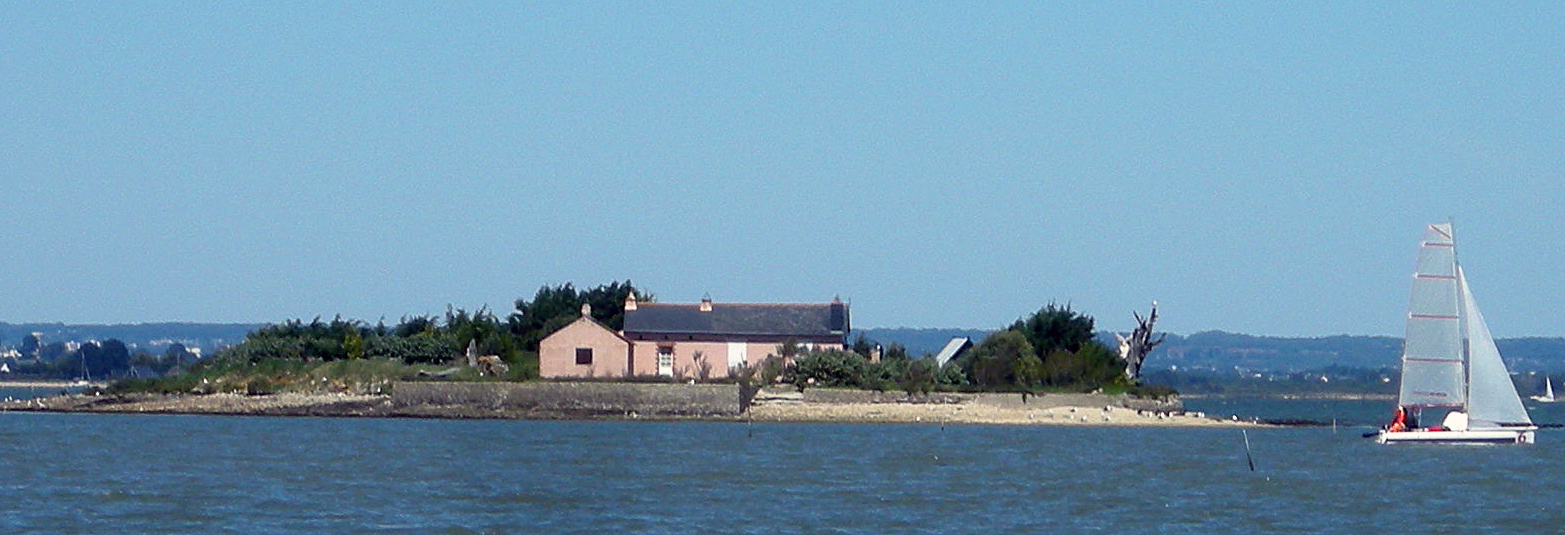
La côte sud de l'île des Œufs, et ses maisons

L'île aux Oeufs fait l'objet d'un arrêté préfectoral de protection de biotope (APPB) qui vise la préservation de biotopes variés, indispensables à la survie d’espèces protégées spécifiques, depuis le 12 janvier 1982.
L'accostage est généralement interdit du 15 avril au 31 août